# شکر حمیدوف
شکر حمیدوف (ترکی آذربایجانی: Şükür Həmidov) افسر آذربایجانی و سرهنگ نیروهای مسلح جمهوری آذربایجان است، که در درگیری‌های ۲۰۱۶ جمهوری آذربایجان و ارمنستان در قره‌باغ حضور داشت. او قهرمان ملی جمهوری آذربایجان است.

## زندگی‌نامه
شکر حمیدوف در شهرستان قبادلی، از توابع قره‌باغ کوهستانی در آذربایجان شوروی زاده شد. او ۹-امین فرزند خانواده «نریمان» و «شرقیه» حمیدوف‌ها، بود که آواره جنگ قره‌باغ بودند. «اسد حمیدوف» برادر بزرگتر او در جنگ قره‌باغ رزمیده بود.
شکر حمیدوف بعد از اتمام پایه ۸-ام مدرسه بقیه زندگی اش را به ارتش جمهوری آذربایجان اختصاص داد. او ابتدا مدرک خود را از مدرسه عالی نظامی جمشید نخجوانسکی به دست آورده و بعد در مدرسه عالی نظامی باکو به ادامه تحصیل پرداخت. حمیدوف بیش از ۲۰ سال است، که در ارتش آذربایجان خدمت می‌کند.
در ۱ آوریل ۲۰۱۶، درگیری‌ها بین نیروهای آذربایجان و ارمنستان در خط مقدم جبهه قره‌باغ و مناطق اطراف آن با استفاده از توپخانه سنگین و جنگ‌افزارهای دیگر مجدداً شدت گرفت. در ۵ آوریل طرفین به توافق آتش‌بس متقابل دست یافتند. در حین عملیات‌های بازپس‌گیری لهله‌تپه و جوجوق مرجانلی شهرستان جبراییل، شکر حمیدوف به خاطر اقدامات شجاعانه اش برجسته شد.
۱۹ آوریل ۲۰۱۶، رئیس‌جمهور جمهوری آذربایجان، الهام علی‌اف، با صدور فرمان‌هایی دستور به اعطای عناوین افتخاری، نشانها و مدالهایی به گروهی از سربازان ارتش جمهوری آذربایجان داد، که «شجاعت و قهرمانی منحصر به فردی در جلوگیری از اقدامات تحریک‌آمیز نظامیان ارمنستان در خط مقدم جبهه قره‌باغ و در دفاع از غیرنظامیان در برابر حملات نیروهای ارمنستان به مناطق مسکونی در طی روزهای ۲ تا ۵ آوریل ۲۰۱۶ از خود نشان داده بودند». بر طبق آن فرمان، از شکر حمیدوف نیز با اهدای نشان قهرمان ملی جمهوری آذربایجان تقدیر به عمل آمد.
وی هم‌اکنون در خط مقدم جبهه به خدمت خود ادامه می‌دهد.
در ۱۰ ماه مه سال ۲۰۱۶، ذاکر حسنف، وزیر دفاع جمهوری آذربایجان، به هنگام بازدید خود از واحدهای نظامی مستقر در خط مقدم درجه شکر حمیدوف را در پاس اقدامات قهرمانانه‌اش در آزادسازی لهله‌تپه به سرهنگی ارتقاء داد.